# Окна-де-Ф'єр
Окна-де-Ф'єр (рум. Ocna de Fier) — комуна у повіті Караш-Северін в Румунії. До складу комуни входить єдине село Окна-де-Ф'єр.
Комуна розташована на відстані 354 км на захід від Бухареста, 10 км на північний захід від Решиці, 63 км на південний схід від Тімішоари.

## Населення
За даними перепису населення 2002 року у комуні проживали 792 особи.
Національний склад населення комуни:
| Національність | Кількість осіб | Відсоток |
| -------------- | -------------- | -------- |
| румуни         | 769            | 97,1%    |
| німці          | 10             | 1,3%     |
| угорці         | 5              | 0,6%     |
| українці       | 4              | 0,5%     |
| серби          | 2              | 0,3%     |
| болгари        | 1              | 0,1%     |
| чехи           | 1              | 0,1%     |

Рідною мовою назвали:
| Мова       | Кількість осіб | Відсоток |
| ---------- | -------------- | -------- |
| румунська  | 774            | 97,7%    |
| німецька   | 7              | 0,9%     |
| угорська   | 6              | 0,8%     |
| українська | 3              | 0,4%     |
| сербська   | 1              | 0,1%     |
| болгарська | 1              | 0,1%     |

Склад населення комуни за віросповіданням:
| Релігія                             | Кількість осіб | Відсоток |
| ----------------------------------- | -------------- | -------- |
| православні                         | 650            | 82,1%    |
| п'ятдесятники                       | 110            | 13,9%    |
| римо-католики                       | 25             | 3,2%     |
| греко-католики                      | 5              | 0,6%     |
| лютерани (Аугсбурзького сповідання) | 1              | 0,1%     |

## Зовнішні посилання
- Дані про комуну Окна-де-Ф'єр на сайті Ghidul Primăriilor [Архівовано 3 березня 2009 у Wayback Machine.]